# Gouvernement Filat I
République de Moldavie
Greceanîi II Filat II
Le gouvernement Filat I (en roumain : Guvernul Vlad Filat (1)) est le gouvernement de la République de Moldavie entre le 25 septembre 2009 et le 18 janvier 2011, durant la septième législature du Parlement.

## Historique

### Formation
Dirigé par le nouveau Premier ministre libéral-démocrate Vlad Filat, il est soutenu par l'Alliance pour l'intégration européenne (AIE), une coalition regroupant le Parti libéral-démocrate de Moldavie (PLDM), le Parti libéral (PL), le Parti démocrate de Moldavie (PDM) et l'Alliance Notre Moldavie (AMN). Ensemble, ils disposent de 53 députés sur 101, soit 52,5 % des sièges du Parlement.
Il est formé à la suite des élections législatives anticipées du 29 juillet 2009.
Il succède donc au second gouvernement de la communiste Zinaida Greceanîi, constitué et soutenu par le seul Parti des communistes de la république de Moldavie (PCRM).
Au cours du scrutin parlementaire, le PCRM perd la majorité absolue dont il disposait au Parlement depuis 2001. Les quatre partis de l'opposition décident alors de constituer une majorité parlementaire alternative. Le 28 août, le président du PL Mihai Ghimpu est élu président de l'assemblée parlementaire. Également président de la République par intérim, il confie à Vlad Filat la charge de former le nouvel exécutif.
Après que la Cour constitutionnelle, saisie par le Parti des communistes, a confirmé la légitimité du chef de l'État intérimaire à désigner un chef de gouvernement, Ghimpu nomme Filat Premier ministre le 17 septembre. Ce dernier fait approuver son équipe ministérielle de 19 membres, dont une seule femme, huit jours plus tard.

### Succession
Au premier tour de l'élection présidentielle le 10 novembre, l'ancien président du Parlement, ex-membre du PCRM et désormais président du PDM Marian Lupu se présente au nom de l'AIE et remporte 53 voix, la majorité requise était de 60. Lors de la répétition du scrutin le 7 décembre, il réalise exactement le même résultat et la coalition au pouvoir renonce à la tenue d'un nouveau scrutin au profit d'une révision constitutionnelle permettant l'élection du chef de l'État au suffrage universel direct.
Un référendum constitutionnel est donc convoqué le 5 septembre 2010. 88 % des votants approuvent le changement du régime électoral présidentiel, mais la participation atteint à peine 30 % des inscrits, alors que 33 % sont nécessaires pour valider le résultat du vote. L'élection du chef de l'État se révélant impossible, le Parlement est dissous et des élections législatives anticipées sont convoquées le 28 novembre 2010.
À l'issue de ce scrutin, l'AMN échoue à conserver sa représentation parlementaire mais les autres forces de l'AIE renforcent leur majorité à l'assemblée. Pourtant à l'ouverture de la législature le 28 décembre, il n'y a aucune majorité pour élire un nouveau président du Parlement et Filat devient président de la République par intérim. Finalement deux jours après, Lupu prend la présidence de l'institution parlementaire et il confie au Premier ministre sortant le soin de constituer un nouveau cabinet. Le gouvernement Filat II entre en fonction le 18 janvier 2011.

## Composition
| Portefeuille                                                                          | Nom | Nom                | Parti |
| ------------------------------------------------------------------------------------- | --- | ------------------ | ----- |
| Premier ministre                                                                      |     | Vlad Filat         | PLDM  |
| Vice-Premier ministre Ministre de l'Économie                                          |     | Valeriu Lazăr      | PDM   |
| Vice-Premier ministre Ministre des Affaires étrangères et de l'Intégration européenne |     | Iurie Leancă       | PLDM  |
| Vice-Premier ministre (Chargé des Affaires sociales)                                  |     | Ion Negrei         | PL    |
| Vice-Premier ministre (Chargé de la Réintégration territoriale)                       |     | Victor Osipov      | AMN   |
| Ministre d'État                                                                       |     | Victor Bodiu       | PLDM  |
| Ministre des Finances                                                                 |     | Veaceslav Negruța  | PLDM  |
| Ministre de la Justice                                                                |     | Alexandru Tănase   | PLDM  |
| Ministre de l'Intérieur                                                               |     | Victor Catan       | PLDM  |
| Ministre de la Défense                                                                |     | Vitalie Marinuța   | PL    |
| Ministre des Travaux publics et du Développement régional                             |     | Marcel Răducan     | PDM   |
| Ministre de l'Agriculture et de l'Industrie agro-alimentaire                          |     | Valeriu Cosarciuc  | AMN   |
| Ministre des Transports et des Infrastructures routières                              |     | Anatol Șalaru      | PL    |
| Ministre de l'Environnement                                                           |     | Gheorghe Șalaru    | PL    |
| Ministre de l'Éducation                                                               |     | Leonid Bujor       | AMN   |
| Ministre de la Culture                                                                |     | Boris Focșa        | PDM   |
| Ministre du Travail, de la Protection sociale et de la Famille                        |     | Valentina Buliga   | PDM   |
| Ministre de la Santé                                                                  |     | Vladimir Hotineanu | PLDM  |
| Ministre de la Jeunesse et des Sports                                                 |     | Ion Cebanu         | PL    |
| Ministre des Technologies de l'information et des Communications                      |     | Alexandru Oleinic  | AMN   |